# Stade de Vanves
Le Stade de Vanves est un club omnisports créé en 1941 sous la forme d'une association loi de 1901 à Vanves (commune des Hauts-de-Seine). Il comporte en 2017, 17 sections sportives proposant plus de 20 disciplines sportives et compte 4 800 adhésions. Affilié à la Fédération française des clubs omnisports.

## Le club omnisports

### Historique
En 1939, sous la direction de Frédéric Pic, maire de la ville, la municipalité de Vanves a lancé le projet de regrouper toutes les organisations sportives locales sous une seule entité. C’est le 3 janvier 1941  que l’association omnisports fut officiellement créée par Monsieur Landon, président de la délégation spéciale de la ville. La « Société municipale d’éducation physique et des sports » est née grâce notamment au rassemblement de plusieurs associations scolaires : l’Amicale Saint Rémy, l’Éveil vanvéen, l’Amicale sportive, le Club athlétique et Nautique de l’Imprimerie Kapp, La Jeunesse républicaine et l’Aéro-club. Elle fut nommée par la suite « Stade de Vanves, Société municipale d’éducation physique et des sports », puis « Stade de Vanves ». Cette fusion des différentes organisations sportives et patronages de la commune avait pour principal objectif de développer le sport à Vanves avec comme but "le sport pour tous".
Le Stade de Vanves comprenait à l’époque près de 250 membres actifs répartis dans les sections : football, danse rythmique et culture physique (réservée aux femmes), tennis de table, tennis, basket-ball, tir, cyclotourisme, colombophile, « préparation militaire » pour former les jeunes à la théorie et l’entraînement militaire.

### Les disciplines sportives en 2020
Plus de 20 disciplines réunies au sein des 17 sections sportives :
- Arts martiaux
- Athlétisme
- Basketball
- Boules lyonnaises
- Danse
- Escrime
- Football
- Golf
- Gymnastique Sportive
- Gym'V
- Handball[3]
- Natation[4]
- Pétanque
- Plongée
- Tennis
- Tennis de table

### Les présidents du Stade de Vanves[5]
| Président du Stade de Vanves | Début | Fin  |
| ---------------------------- | ----- | ---- |
| Louis Landon                 | 1941  | 1946 |
| Eugène Blouin                | 1946  | 1950 |
| Auguste Gonce                | 1950  | 1959 |
| Jacques Thibault             | 1959  | 1963 |
| Monsieur Beydon              | 1963  | 1967 |
| Claude Lemel                 | 1967  | 1968 |
| Maurice Magne                | 1968  | 1993 |
| François Praud               | 1993  | 2011 |
| Bruno Chauvet                | 2011  | 2022 |

### Les athlètes de haut niveau du Stade
| Nom                           | Discipline | Palmarès |
| ----------------------------- | ---------- | --- |
| Cyrille Laventure             | Athlétisme | Demi-finaliste sur 5 000 m aux Jeux olympiques de Séoul en 1988 Médaille de bronze par équipes lors des championnats du monde de cross-country 1988, à Auckland |
| Michel Butet                  | Athlétisme | Champion de France du lancer du javelot en 1969 |
| Jordan Coelho                 | Natation   | Sélectionné aux Jeux olympiques de Rio en 2016 Médaillé de bronze en Coupe du monde à Doha en 2016 Champion de France en titre sur 200 m papillon (de 2012 à 2016) Médaillé de bronze sur 200 mètres papillon aux championnats d'Europe juniors de natation 2010 Médaillé d'argent sur 4x100 mètres quatre nages aux Jeux olympiques de la jeunesse d'été de 2010. |
| Thomas Boursac Cervera Lortet | Natation   | Médaillé d'argent en finale du 200 m brasse pour sa première sélection en équipe de France lors des Gymnasiades en Turquie en 2016 Médaille de bronze sur 100 brasse aux championnats de France 2016 Vice-champion de France sur 200 brasse aux championnats de France 2016 Sélectionné en équipe de France à la suite des championnats de France 2016             |

## Les sections sportives

### Arts Martiaux
La section a été créée dans les années 1960 sous l’égide de Monsieur Maurice Martin, professeur de judo. Cette section Arts martiaux regroupe tous les sports de combats du Stade de Vanves excepté l'Escrime. En 1973 la discipline Aïkibudo est intégrée à la section sous la direction de Monsieur Gérard Clérin. Elle compte 280 adhérents et propose en 2018 les activités suivantes :
- Judo
- Jujitsu
- Taiso
- Tai Chi Chuan
- Aikibudo[12]

### Athlétisme
Cette section a connu de nombreux champions dans les années 1970 avec Henri Gillet, Daniel Cerisay, Françoise Papelard, Denis Mayrargue, Michel Butet, Cyrille Laventure, Raddhouane Bouster, Philippe Leclerc, Raymond Pannier, Pierre Levisse. Cette section en pleine croissance depuis 2014, elle compte en 2018 près de 450 adhérents.

### Basketball
La section basketball a été créée en 1942 par Marcel Theveny qui s'en occupera jusqu'en 1987. Elle prit son essor en 1961 avec la construction d'un nouveau gymnase à Vanves (gymnase André-Roche).
Elle compte en 2018[Quand ?] plus de 200 adhérents et une équipe senior masculine évoluant en championnat de France de basket-ball de Nationale 2.
À la faveur de la construction d'une salle de 3 500 places sur l'île Seguin pou 2021, l'établissement public territorial Grand Paris Seine Ouest souhaite en 2017 que le Stade de Vanves en devienne le club résident,.

#### Palmarès
| Championnat                | Année       | Équipe           |
| -------------------------- | ----------- | ---------------- |
| Champion de Nationale 4    | 1983        | Senior masculine |
| Accession à la Nationale 3 | 1983        | Senior masculine |
| Nationale 4                | 1991 à 1992 | Senior masculine |
| Régionale                  | 1993 à 1997 | Senior masculine |
| Accession Nationale 4      | 1997        | Senior masculine |
| Accession Nationale 3      | 1998        | Senior masculine |
| Nationale 3                | 1998 à 2000 | Senior masculine |
| Champion Nationale 3       | 2000        | Senior masculine |
| Accession à la Nationale 2 | 2000        | Senior masculine |
| Nationale 2                | 2000 à 2005 | Senior masculine |
| Champion de Nationale 2    | 2005        | Senior masculine |
| Accession à la Nationale 1 | 2005        | Senior masculine |
| Nationale 1                | 2005 à 2007 | Senior masculine |
| Nationale 2                | 2007 à 2017 | Senior masculine |

### Boules Lyonnaises
Petite section du Stade est affiliée à la Fédération françaises du sport boules et propose donc cette activité en compétition.

### Danse
La section danse d'origine compte environ 180 adhérents et propose aujourd'hui :
- Danse Modern Jazz
- Barre au sol
- Danse bien-être
- Hip-Hop / Street-Jazz

### Escrime
Cette section propose l'utilisation de deux des trois types d'armes : l'épée et le fleuret.
Pour la première fois depuis la création de la section, une équipe du stade de Vanves est allée sur un podium au championnat par équipe : les minimes ont été médaillés de bronze en 2016.
Elle est affiliée à la Fédération française d'escrime et compte 100 adhérents.

### Football
Créée en 1942, la section débute avec la création d'une équipe cadet en 1943. Il faut attendre la fin de la guerre pour voir la création de plusieurs équipes des minimes aux vétérans. En 1970, la section se dote d'une école de football et en 1986 d'une école d'initiation. Actuellement toujours en progression, elle regroupe en 2018 plus de 320 licenciés.

#### Palmarès
En 1954, les vétérans gagnent le titre de champion de Paris.
En 1955, l'équipe senior masculine est finaliste du championnat de Paris et accède en promotion d'honneur.
En 1965, nouvelle accession en promotion d'honneur et participation au 5e tour de la Coupe de France.
En 1997, l équipe senior remporte la coupe des haut de seine face au FC Issy. La même année elle fait son retour en promotion d'honneur.
Pour la saison 2018 / 2019, l'équipe senior masculine évoluera en district départemental.

### Golf
Créée en 2014, cette section est une des sections les plus récentes avec le rugby. Elle permet la pratique du golf en région parisienne et la participation à des compétitions grâce à son affiliation à la Fédération française de golf.

### Gymnastique Sportive
Cette section regroupe deux pratiques différentes : la gymnastique rythmique (GR) et la gymnastique artistique (GA).
- La gymnastique rythmique est un sport exclusivement féminin où la précision gestuelle et la souplesse des athlètes sont magnifiées par la musique et les mouvements des engins qu’elles manipulent (ruban, massues, corde, cerceau ou ballon), pour créer de vrais moments d’expression artistique et physique.
- la gymnastique artistique, grâce à ses différents agrès, développe plus l'explosibilité, la force pure et la même maîtrise corporelle pour les filles et les garçons.

Cette section est affiliée à l'UFOLEP.

### Gym'V
La section gymnastique volontaire est rattachée au stade de Vanves en 1968.
Section regroupant de nombreuses disciplines de loisir et de forme.
- Abdo-fessiers
- Body-Barre
- Body Sculpt
- Body-Zen
- Circuit Training
- Coco Disco
- Gym' Dos
- Gym' Douce
- Équilibre (senior)
- Marche nordique
- Pilates
- Piloxing
- Power Sculpt
- Renforcement Musculaire
- Step
- Sophrologie
- Stretching
- Volleyball en loisir
- Yoga
- Yoga Nidra
- Hatha-Yoga
- Stretch-Yoga
- Zumba

### Handball
La section a pris son essor grâce à Jacques Thibault en 1950 afin de renforcer les rangs de la section athlétisme. En effet, à cette époque, seul le handball à 11 était pratiqué et demandait une condition physique irréprochable proche de l'athlétisme. Elle est aujourd'hui affiliée à la Fédération française de handball et compte plus de 300 adhérents.

#### Palmarès
| Championnat | Année     | Équipe           |
| ----------- | --------- | ---------------- |
| Nationale 3 | 1972      | Senior masculine |
| Nationale 2 | 1973      | Senior masculine |
| Nationale 2 | 1974      | Senior féminine  |
| Nationale 1 | 1975      | Senior féminine  |
| Nationale 3 | 2015/2017 | Senior masculine |
| Régional    | 2016/2017 | Senior féminine  |

### Natation
Section la plus importante du Stade, elle compte plus de 1100 adhérents en 2018. Elle propose les activités suivantes :
- un pôle compétition
- un pôle formation
- un pôle apprentissage
- un pôle perfectionnement (préparation aux bac, perfectionnements techniques des 4 nages, initiation au secourisme et au sauvetage)
- un pôle aquaforme (aquazumba, aquacardio, aquapalmes et aquagym)

Affiliée à la Fédération française de natation.

### Pétanque
Affiliée à la Fédération française pétanque et jeu provençal.

### Plongée
La section fut créée en 1973, au départ en liaison avec la section natation, elle indépendante en 1983. Affiliée à la Fédération française d'études et de sports sous-marins.
Elle pratique la photo-subaquatique depuis septembre 2016. 3 enfants ont notamment participé pour la première fois au trophée Olivier Grimbert  de photo-subaquatique en février 2017. La section compte près de 130 adhérents en 2018.

### Tennis
Section originaire du Stade de Vanves, elle compte aujourd'hui 700 adhérents. La pratique est possible sur de la terre battue (dont 2 courts couverts) et sur surface dure en extérieur.
Affiliée à la Fédération française de tennis.

### Tennis de table
Affiliée à la Fédération française de tennis de table. Elle compte près de 100 adhérents en 2018.